# Wilhelm Nichterlein
Wilhelm Nichterlein, också kallad Josef Nichterlein, född 1886 i Probstzella i Thüringen, död 26 juli 1947 i Hamburg, var en tysk musiker (piano or orgel) och militär.
Wilhelm Nichterlein var musiklärare  i Naumburg an der Saale i närheten av Leipzig. Han arbetade också som organist och kördirigent i Stadtkirche St. Wenzel. Han var soldat under första världskriget och blev sårad vid Västfronten. Han fick ett splitter i kroppen, som inte gick att operera bort. Under andra världskriget var han inkallad från 1941 och stationerad i Norge som intendenturofficer, från 1944 med majors grad.
Wilhelm Nichterlein var den tyske officer som efter Norges befrielse efter andra världskriget formellt överlämnade kommandot över Akershus fästning i Oslo till fänrik Terje Rollem i de norska Hjemmestyrkene. Detta skedde den 11 maj 1945, knappt två dagar efter det att Tysklands kommendant i Norge, den österrikiske generalen Franz Böhme, mottagit de allierades kapitulationsvillkor.  Brittiska soldater och norska polistrupper från Sverige hade anlänt till Oslo den 10 maj och på Akershus hade de högsta officerarna och flertalet soldater utrymt fästningen enligt de allierades kapitulationsvillkor. Kvar var 400-500 fortfarande beväpnade tyska militärer, varav Wilhelm Nichterlein var den med högst rang.
Överlämningsceremonin på Festningsplassen, ungefär klockan 14:30, förevigades av pressfotografen Johannes Stage och publicerades för första gången i den under befrielsens första dagar tillfälligt utgivna dagstidningen Oslo-Posten. Nichterlein höll ett kort tal och gratulerade Norge till segern. Bilden från överlämnandet blev mycket spridd i Norge och blev 1955 motiv för ett norskt frimärke.
Efter den tyska kapitulationen internerades Wilhelm Nichterlein i Lazarettslager Schwarzenborn  utanför Skien, ett läger för de tyska militärer som inte hade någon anknytning till Gestapo, SS eller till norsk polis. Han blev av de allierade kontrollmyndigheterna utsedd som intern ledare för Reservat 44, som omfattade uppsamlingslägren i Porsgrunn och Skien.
Wilhelm Nichterlein återfördes till Tyskland i juni 1947. Han lades vid ankomsten in för operation i Hamburg på grund av förvärrade sviter efter sin skada i första världskriget. Operationen lyckades, men Nichterlein avled en kort tid senare av en blodpropp.
Han kvarlämnade fru och dotter, som bodde i Naumburg an der Saale i Östzonen.